# Matthew Sorinola
Matthew Alexander Sorinola (Lambeth, 19 februari 2001) is een Engels voetballer die sinds 2021 uitkomt voor Union Sint-Gillis.

## Carrière
Sorinola genoot zijn jeugdopleiding bij Fulham FC en Milton Keynes Dons FC. Bij laatstgenoemde club ondertekende hij in juni 2019 zijn eerste profcontract. In het seizoen 2019/20 speelde hij drie duels voor het eerste elftal van de club in de EFL Trophy: hij debuteerde op 1 oktober 2019 tegen de U23 van zijn ex-club Fulham (1-0-zege) en kreeg vervolgens ook basisplaatsen tegen Wycombe Wanderers FC (1-2-nederlaag) en Newport County FC (3-0-nederlaag). Nadat hij in december 2019 zijn contract verlengde bij Milton Keynes Dons, leende de club hem in februari 2020 uit aan Beaconsfield Town FC uit de Southern Premier South. Na zijn uitleenbeurt groeide hij uit tot een vrijwel vaste waarde bij Milton Keynes Dons.
In mei 2021 ondertekende hij een contract voor drie seizoenen met optie op een extra jaar bij de Belgische eersteklasser Union Sint-Gillis. Met deze club werd hij in zijn debuutseizoen vicelandskampioen, al kwam Sorinola na Nieuwjaar nog nauwelijks aan spelen toe. In het seizoen 2022/23 werd hij dan ook uitgeleend aan Swansea City.